# کیم اینسالاکو
کیم اینسالاکو (انگلیسی: Kim Insalaco؛ زادهٔ ۴ نوامبر ۱۹۸۰) بازیکن هاکی روی یخ اهل ایالات متحده آمریکا است.